# Thumling
Thumling (früher auch Dumling) ist eine Ortschaft und eine Katastralgemeinde der Gemeinde Martinsberg im Bezirk Zwettl in Niederösterreich. Die Ortschaft hat 50 Einwohner (Stand 1. Jänner 2024).

## Geografie
Die Rotte befindet sich im Tal des Weitenbaches, das etwas unterhalb auch Hölltal genannt wird. Weitere Bestandteile der Ortschaft sind die Rotte Reithof sowie die Einzellage Pulvermühle. Am 1. April 2020 umfasste die Ortschaft 19 Adressen.

## Geschichte
Der Ort wird 1276 erstmals schriftlich als Thunnich erwähnt, er gehörte damals zum Gut Ochsenstrauß das wiederum ein Lehen der Zelkinger vom Stift Melk war. 1578 ging es an die Herrschaft Pöggstall und 1780 an die Herrschaft Gutenbrunn über.
Ab 1590 wurde der Ort auch in die 2 Teilorte Oberthumling (nördlich gelegen) und Unterthumling (südlich gelegen) unterteilt.
Im Jahr 1822 wurde der Ort als Dorf mit 25 Häusern genannt, das nach Martinsberg eingepfarrt war, wohin auch die Kinder eingeschult wurden. Die Herrschaft Gutenbrunn besaß die Ortsobrigkeit, besorgte die Konskription und hatte die Grundherrschaft inne. Die Landgerichtsbarkeit wurde von der Herrschaft Pöggstall ausgeübt.
Nach der Entstehung der Ortsgemeinden 1849 wurde der Ort eine Katastralgemeinde der Gemeinde Ulrichschlag, ihm wurden auch die Einzellagen Lindenhof, Pulvermühle und Reithof zugeordnet.
Laut Adressbuch von Österreich waren im Jahr 1938 in Thumling zwei Sägewerke und mehrere Landwirte ansässig.
Im Zuge der Niederösterreichischen Kommunalstrukturverbesserung wurde der Ort durch die Auflösung der Gemeinde Ulrichschlag am 1. Januar 1970 ein Teil von Martinsberg.

## Siedlungsentwicklung
Zum Jahreswechsel 1979/1980 befanden sich in der Katastralgemeinde Thumling insgesamt 24 Bauflächen mit 11.698 m² und 5 Gärten auf 2.677 m², 1989/1990 gab es 24 Bauflächen. 1999/2000 war die Zahl der Bauflächen auf 86 angewachsen und 2009/2010 bestanden 45 Gebäude auf 73 Bauflächen.

## Bodennutzung
Die Katastralgemeinde ist landwirtschaftlich geprägt. 118 Hektar wurden zum Jahreswechsel 1979/1980 landwirtschaftlich genutzt und 186 Hektar waren forstwirtschaftlich geführte Waldflächen. 1999/2000 wurde auf 111 Hektar Landwirtschaft betrieben und 192 Hektar waren als forstwirtschaftlich genutzte Flächen ausgewiesen. Ende 2018 waren 110 Hektar als landwirtschaftliche Flächen genutzt und Forstwirtschaft wurde auf 190 Hektar betrieben. Die durchschnittliche Bodenklimazahl von Thumling beträgt 17,9 (Stand 2010).